# Last Chance to Breathe
Last Chance to Breathe é o quinto álbum de estúdio da banda Spoken, lançado em 30 de Agosto de 2005.

## Faixas
1. "September" — 3:23
2. "Wind in My Sails" — 3:40
3. "Love in Return" — 3:36
4. "Everything Is Burning" — 2:59
5. "1992" — 4:02
6. "Last Chance to Breathe" — 3:58
7. "Bitter Taste" (com Cory Putman de Norma Jean) — 2:08
8. "From the Inside" — 3:41
9. "Home" — 3:26
10. "4th Street" — 4:00
11. "Time After Time" (cover de Cyndi Lauper) — 3:21
12. "You're Still Waiting" — 3:54

## Desempenho nas paradas musicais
| Parada musical (2005)                 | Posição |
| ------------------------------------- | ------- |
| Estados Unidos - Top Christian Albums | 20      |
| Estados Unidos - Top Heatseekers      | 29      |